# Designated Survivor - 60 jours
 (mars 2024).
La mise en forme du texte ne suit pas les recommandations de Wikipédia : il faut le « wikifier ».
Les points d'amélioration suivants sont les cas les plus fréquents. Le détail des points à revoir est peut-être précisé sur la page de discussion.
- Les titres sont pré-formatés par le logiciel. Ils ne sont ni en capitales, ni en gras.
- Le texte ne doit pas être écrit en capitales (les noms de famille non plus), ni en gras, ni en italique, ni en « petit »…
- Le gras n'est utilisé que pour surligner le titre de l'article dans l'introduction, une seule fois.
- L'italique est rarement utilisé : mots en langue étrangère, titres d'œuvres, noms de bateaux, etc.
- Les citations ne sont pas en italique mais en corps de texte normal. Elles sont entourées par des guillemets français : « et ».
- Les listes à puces sont à éviter, des paragraphes rédigés étant largement préférés. Les tableaux sont à réserver à la présentation de données structurées (résultats, etc.).
- Les appels de note de bas de page (petits chiffres en exposant, introduits par l'outil «  Source ») sont à placer entre la fin de phrase et le point final[comme ça].
- Les liens internes (vers d'autres articles de Wikipédia) sont à choisir avec parcimonie. Créez des liens vers des articles approfondissant le sujet. Les termes génériques sans rapport avec le sujet sont à éviter, ainsi que les répétitions de liens vers un même terme.
- Les liens externes sont à placer uniquement dans une section « Liens externes », à la fin de l'article. Ces liens sont à choisir avec parcimonie suivant les règles définies. Si un lien sert de source à l'article, son insertion dans le texte est à faire par les notes de bas de page.
- La présentation des références doit suivre les conventions bibliographiques. Il est recommandé d'utiliser les modèles {{Ouvrage}}, {{Chapitre}}, {{Article}}, {{Lien web}} et/ou {{Bibliographie}}. Le mode d'édition visuel peut mettre en forme automatiquement les références.
- Insérer une infobox (cadre d'informations à droite) n'est pas obligatoire pour parachever la mise en page.

Pour une aide détaillée, merci de consulter Aide:Wikification.
Si vous pensez que ces points ont été résolus, vous pouvez retirer ce bandeau et améliorer la mise en forme d'un autre article.
Designated Survivor - Korea ou Designated Survivor - 60 jours, est une série télévisée sud-coréenne sortie en 2019, écrite par Kim Tae-hee, réalisée par Yoo Jong-sun et mettant en vedette Ji Jin-hee, Lee Joon-hyuk, Huh Joon-ho, Kang Han-na et Bae Jong-ok. Basé sur la série originale Designated Survivor. Elle a été diffusée sur tvN du 1er juillet au 20 août 2019, tous les lundis et mardis à 21h30 ( KST ). Elle est également disponible en streaming sur Netflix dans certaines régions.

## Synopsis
Park Mu-jin est le ministre sud-coréen de l'Environnement, avec peu d'ambition en tant que politicien. Après un incident diplomatique impliquant des négociations de libre-échange avec les États-Unis, le président Yang Jin-ma le démet de ses fonctions.
Le lendemain, alors que le président annonce à l'Assemblée nationale qu'il fait la paix avec la Corée du Nord, le bâtiment explose, tuant toute la ligne de succession sud-coréenne. Park Mu-jin, dont la démission n'était pas encore entrée en vigueur, a survécu à l'accident. Il prête serment en tant que président par intérim pour 60 jours et commence à découvrir la vérité derrière l'attentat à la bombe.

## Casting

### Principal
- Ji Jin-hee dans le rôle de Park Mu-jin, président par intérim de la République de Corée, ancien ministre de l'Environnement et professeur de chimie au KAIST. Il est l'homologue de Tom Kirkman dans la série.
- Lee Joon-hyuk dans le rôle d'Oh Yeong-seok, ancien lieutenant-commandant de la marine de la République de Corée et membre indépendant de l'Assemblée nationale. Il est l'homologue de l'émission du membre du Congrès Peter MacLeish.
- Huh Joon-ho dans le rôle de Han Joo-seung, secrétaire présidentiel en chef . Il est l'homologue de la série Charles Langdon.
- Kang Han-na dans le rôle de Han Na-kyung, analyste du groupe de travail sur le terrorisme du NIS. Elle est l'homologue de la série à Hannah Wells.
- Bae Jong-ok dans le rôle de Yoon Chan-kyung, chef du Parti républicain Seonjin d'opposition. Elle est l'homologue de la série Kimble Hookstratten.

### Justificatif

#### La famille de Park Mu-jin
- Kim Gyu-ri dans le rôle de Choi Kang-yeon, première dame de Corée du Sud, épouse de Park Mu-jin et avocate spécialisée dans les droits de l'homme. Elle est l'homologue d'Alex Kirkman dans la série.
- Nam Woo-hyun dans le rôle de Park Si-wan, le fils adolescent de Park Mu-jin. Il est l'homologue de Leo Kirkman dans la série.
- Ok Ye-rin dans le rôle de Park Si-jin, la fille de Park Mu-jin. Elle est l'homologue de Penny Kirkman dans la série.

#### La Maison Bleue
- Son Suk-ku dans le rôle de Cha Young-jin, administrateur principal du bureau présidentiel. Il est l'homologue d'Aaron Shore dans la série.
- Choi Yoon-young dans le rôle de Jung Soo-jung, secrétaire de Park Mu-jin. Elle est l'homologue d'Emily Rhodes dans la série.
- Lee Moo-saeng dans le rôle de Kim Nam-wook, administrateur du bureau présidentiel et plus tard attaché de presse par intérim, ancien transfuge de Corée du Nord. Il est l'homologue de Seth Wright dans la série.
- Kong Jung-hwan (ko) dans le rôle de Kang Dae-han, agent du service de sécurité présidentiel . Il est l'homologue de la série Mike Ritter.
- Lee Do-yeop dans le rôle d'An Se-young, chef des affaires civiles.
- Baek Hyun-joo dans le rôle de Min Hee-kyung, secrétaire présidentiel.
- Park Keun-rok (ko) en tant que Park Soo-kyo, administrateur du bureau présidentiel.
- Park Choong-seon (ko) comme Ko Young-mok, directeur du Bureau de la sécurité nationale.
- Song Yoo-hyun comme Kim Eun-joo, administrateur du bureau de la deuxième subdivision[5].

#### Service national de renseignement
- Kim Joo-hun dans le rôle de Jung Han-mo, chef du groupe de travail sur le terrorisme du NIS. Il est l'homologue de la série Jason Atwood.
- Jeon Sung-woo dans le rôle de Seo Ji-won, cyberspécialiste du groupe de travail sur le terrorisme du NIS. Il est l'homologue de la série Chuck Russink.
- Kim Jin-geun (ko) en tant que Ji Yoon-bae, directeur adjoint du NIS. Il est l'homologue de la série John Forstell.
- Lee Ha-yool dans le rôle de Kim Jun-oh, agent du NIS. Il est l'homologue de l'émission et un composite du sénateur Scott Wheeler et de Gabriel Thompson.

#### Armée de la République de Corée
- Choi Jae-sung dans le rôle du général Lee Gwan-mook, président des chefs d'état-major interarmées et directeur en chef du quartier général de la défense interarmées. Il est l'homologue de l'émission du général Harris Cochrane.
- Lee Ki-young dans le rôle du général Eun Hee-jung, chef d'état-major de l'armée de la République de Corée.

#### Candidats à la présidentielle
- Ahn Nae-sang dans le rôle de Kang Sang-goo, ancien maire de Séoul pour trois mandats. Il est l'homologue de l'émission et un composite du gouverneur James Royce et de l'ancien président Cornelius Moss.

#### Gare TBN
- Choi Jin-ho dans le rôle de Kim Dan, le directeur de l'information.
- Oh Hye-won dans le rôle de Woo Sin-young, journaliste. Elle est l'homologue de la série et un composite d'Elizabeth Vargas, Lisa Jordan et Abe Leonard.

#### Autres
- Jeon Su-ji dans le rôle de Heo Jin-joo

### Apparitions spéciales
- Kim Kap-soo dans le rôle de Yang Jin-man, le président assassiné de la République de Corée (épisode 1). Il est l'homologue de l'émission du président Robert Richmond.
- Park Hoon dans le rôle du major Jang Jun Ha (épisode 6). Il est l'homologue de la série du capitaine Max Clarkson.

## Bande originale

### Partie 1
| Sortie le 9 juillet 2019 | Sortie le 9 juillet 2019 | Sortie le 9 juillet 2019 | Sortie le 9 juillet 2019 | Sortie le 9 juillet 2019 | Sortie le 9 juillet 2019 | Sortie le 9 juillet 2019 | Sortie le 9 juillet 2019 | Sortie le 9 juillet 2019 | Sortie le 9 juillet 2019 |
| No                       | Titre                    | Paroles                  | Musique                  | Artiste                  | Durée                    |                          |                          |                          |                          |
| ------------------------ | ------------------------ | ------------------------ | ------------------------ | ------------------------ | ------------------------ | ------------------------ | ------------------------ | ------------------------ | ------------------------ |
| 1.                       | My Hope                  | Cha Yeoul                | FreeLeo                  | Cha Yeoul                | 3:43                     |                          |                          |                          |                          |
| 2.                       | My Hope (Inst.)          |                          | FreeLeo                  |                          | 3:43                     |                          |                          |                          |                          |
| 7:26                     |                          |                          |                          |                          |                          |                          |                          |                          |                          |

### Partie 2
| Sortie le 23 juillet 2019 | Sortie le 23 juillet 2019 | Sortie le 23 juillet 2019 | Sortie le 23 juillet 2019     | Sortie le 23 juillet 2019 | Sortie le 23 juillet 2019 | Sortie le 23 juillet 2019 | Sortie le 23 juillet 2019 | Sortie le 23 juillet 2019 | Sortie le 23 juillet 2019 |
| No                        | Titre                     | Paroles                   | Musique                       | Artiste                   | Durée                     |                           |                           |                           |                           |
| ------------------------- | ------------------------- | ------------------------- | ----------------------------- | ------------------------- | ------------------------- | ------------------------- | ------------------------- | ------------------------- | ------------------------- |
| 1.                        | Tomorrow                  | - Tae Bong-i - Han Rim    | - Tae Bong-i - Sung Hyun-taek | Gonne Choi                | 4:12                      |                           |                           |                           |                           |
| 2.                        | Tomorrow (Inst.)          |                           | - Tae Bong-i - Sung Hyun-taek |                           | 4:12                      |                           |                           |                           |                           |
| 8:24                      |                           |                           |                               |                           |                           |                           |                           |                           |                           |

### Partie 3
| Sortie le 6 août 2019 | Sortie le 6 août 2019 | Sortie le 6 août 2019                     | Sortie le 6 août 2019         | Sortie le 6 août 2019 | Sortie le 6 août 2019 | Sortie le 6 août 2019 | Sortie le 6 août 2019 | Sortie le 6 août 2019 | Sortie le 6 août 2019 |
| No                    | Titre                 | Paroles                                   | Musique                       | Artiste               | Durée                 |                       |                       |                       |                       |
| --------------------- | --------------------- | ----------------------------------------- | ----------------------------- | --------------------- | --------------------- | --------------------- | --------------------- | --------------------- | --------------------- |
| 1.                    | Faith                 | - 12wol32il - Tae Bong-i - Sung Hyun-taek | - Tae Bong-i - Sung Hyun-taek | Nine9                 | 3:10                  |                       |                       |                       |                       |
| 2.                    | Faith (Inst.)         |                                           | - Tae Bong-i - Sung Hyun-taek |                       | 3:10                  |                       |                       |                       |                       |
| 6:20                  |                       |                                           |                               |                       |                       |                       |                       |                       |                       |

## Audience
| Ep. | Date de diffusion originale | Titre                                       | Part d'audience moyenne (AGB Nielsen) | Part d'audience moyenne (AGB Nielsen) |
| Ep. | Date de diffusion originale | Titre                                       | Corée du Sud                          | Séoul                                 |
| --- | --------------------------- | ------------------------------------------- | ------------------------------------- | ------------------------------------- |
| 1 | 1 juillet 2019              | Day 60: The Acting President                | 3.383%                                | 3.974%                                |
| 2 | 2 juillet 2019              | Day 60: Commander-In-Chief                  | 4.157%                                | 4.446%                                |
| 3 | 8 juillet 2019              | Day 59: Maintaining Status Quo              | 4.336%                                | 4.436%                                |
| 4 | 9 juillet 2019              | Day 58: Confession                          | 4.155%                                | 4.330%                                |
| 5 | 15 juillet 2019             | Day 57: A Good Person                       | 4.277%                                | 4.832%                                |
| 6 | 16 juillet 2019             | Day 52: Command                             | 3.843%                                | 4.118%                                |
| 7 | 22 juillet 2019             | Day 49: Governance                          | 4.057%                                | 4.326%                                |
| 8 | 23 juillet 2019             | Day 42: Doubt                               | 4.172%                                | 4.433%                                |
| 9 | 29 juillet 2019             | Day 41: Scandal                             | 4.031%                                | 4.387%                                |
| 10 | 30 juillet 2019             | Day 40: Accomplice                          | 4.421%                                | 4.576%                                |
| 11 | 5 août 2019                 | Day 39: The Acting President, Oh Yeong-seok | 4.488%                                | 5.034%                                |
| 12 | 6 août 2019                 | Day 37: Answer                              | 4.771%                                | 5.205%                                |
| 13 | 12 août 2019                | Day 35: Presidential Candidate              | 4.778%                                | 4.875%                                |
| 14 | 13 août 2019                | Day 34: The Outcome                         | 4.948%                                | 5.484%                                |
| 15 | 19 août 2019                | Day 32: The Trap                            | 5.434%                                | 6.067%                                |
| 16 | 20 août 2019                | Day 31: The Last Choice                     | 6.178%                                | 7.181%                                |
| Moyenne | Moyenne                     | Moyenne                                     | 4.464%                                | 4.857%                                |
| - Dans le tableau ci-dessus, les chiffres en bleu représentent les notes les plus basses et les chiffres en rouge représentent les notes les plus hautes. - Cette série a été diffusée sur une chaîne câblée/télévision payante qui a normalement une audience relativement plus petite que celle des chaînes de télévision/diffuseurs publics gratuits. (KBS, SBS, MBC et EBS). |                             |                                             |                                       |                                       |

## Récompenses et nominations
| Année | Prix                                  | Catégorie                                 | Récipiendaire                | Résultat   | Réf.  |
| ----- | ------------------------------------- | ----------------------------------------- | ---------------------------- | ---------- | ----- |
| 2019  | 12e Korea Drama Awards                | Prix d'excellence, acteur                 | Lee Joon-hyuk                | Nomination | [ 7 ] |
| 2019  | Prix créatifs de l'Académie asiatique | Meilleure adaptation d'un format existant | Survivant désigné : 60 jours | Lauréat    | ,     |